# Jane's Walk

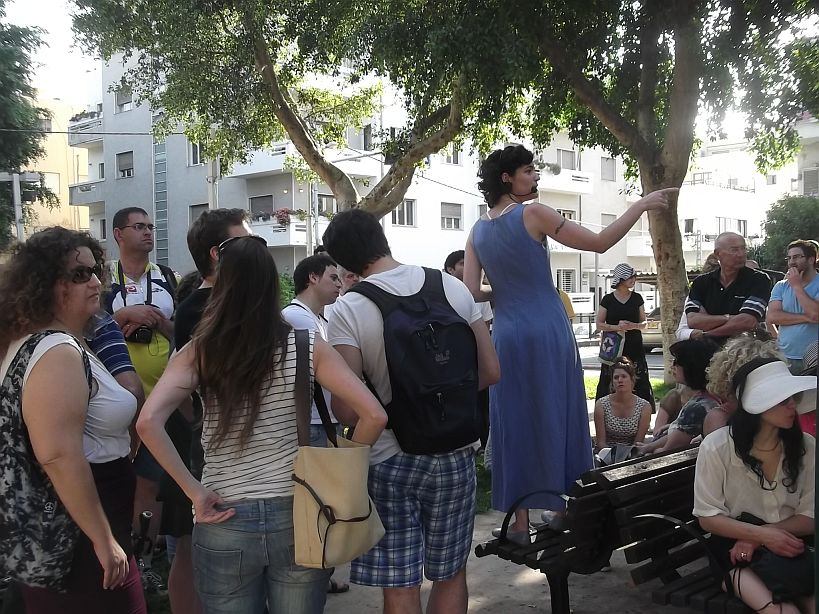
Membro do Israelenses Knesset Tamar Zandberg conduz um Jane's Walk em Tel-Aviv

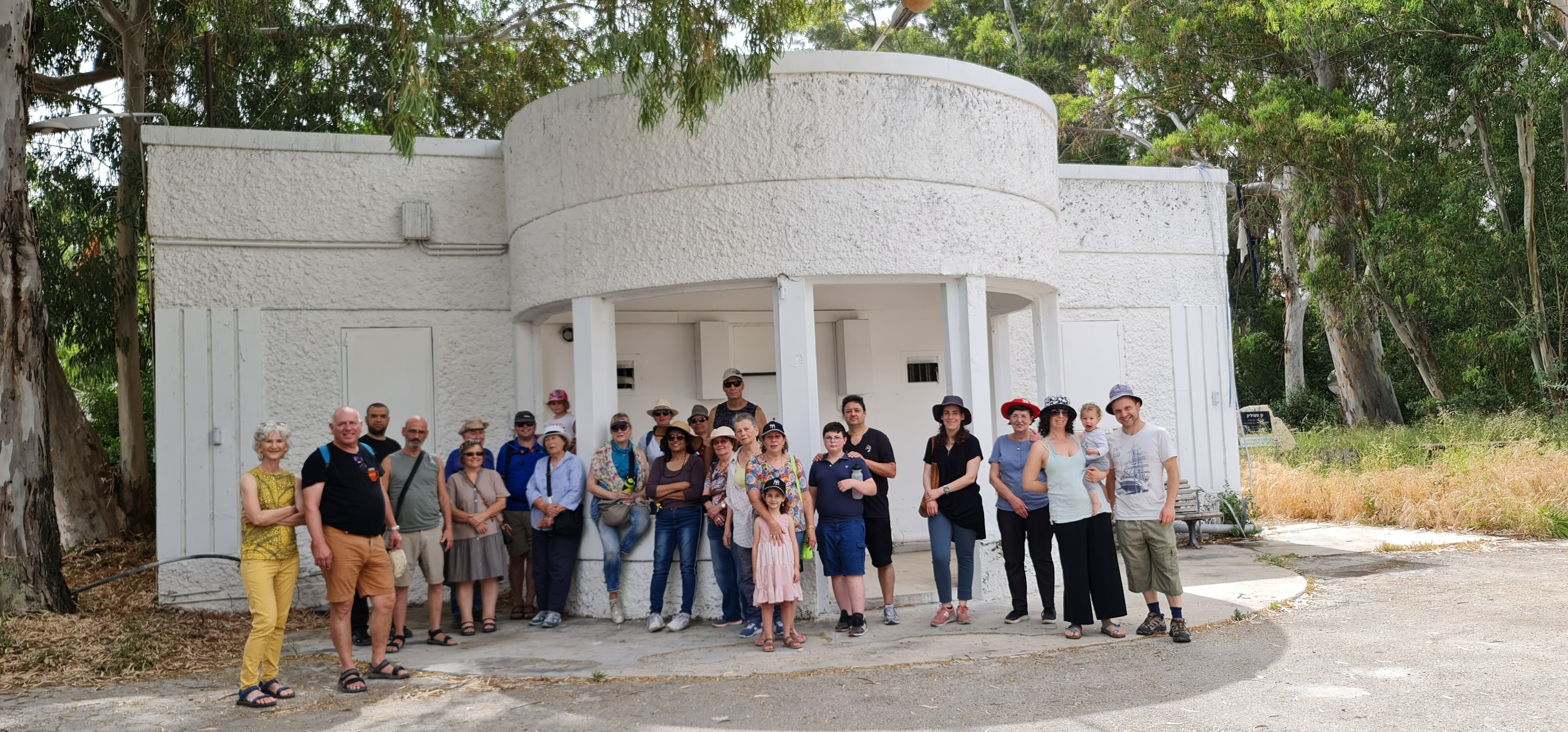
Jane's walk in Nesher, Israel, 2022

Jane's Walk é uma série de de passeios a pé pela vizinhança. Inspirado na ativista e escritora Jane Jacobs, os Jane's Walks são realizados anualmente durante o primeiro final de semana de Maio, coincidindo com o dia do seu aniversário.
Jane's Walks, passeios são conduzidos por voluntários e oferecidos gratuitamente. Os passeios podem ser propostos e conduzidos por qualquer pessoa que tenha interesse nos bairros onde vive, trabalha ou frequenta. Não são sempre sobre arquitetura e patrimônio, e oferecer uma abordagem mais pessoal sobre a história, cultura local e problemas de planeamento enfrentados pelos moradores.
Desde a sua criação em 2007, os Jane's Walks aconteceram em cidades do mundo inteiro. Em 2014, mais de 40.000 pessoas participaram em Jane's Walks conduzidos por voluntários de 134 cidades, em 6 continentes. Nesse ano, as cidades que participaram do evento incluem Calcutá, Calgary, Halifax, Lethbridge, Ljubljana, Montreal, Ottawa, Perth, Sudbury, Toronto, Vancouver, Victoria, Waterloo, Kitchener, Windsor, Winnipeg; Anchorage, Boston, Chicago, Dayton, Detroit, Honolulu, Nova Orleans, a Cidade de Nova York, Oakland, Cidade de Oklahoma, Omaha, Orlando, Filadélfia, Phoenix, Salt Lake City, San Francisco, Seattle e St. Louis. Em 2009, houve um primeiro Jane's Walk em Mumbai, Índia. Em 2011, foi a vez de Madrid realizar o seu primeiro passeio. Em 2012, 8 cidades da Eslovénia organizaram Jane's Walks. O organizador, o Instituto de Políticas Espaciais, publicou na altura um manual de como preparar e organizar o evento.